# Acanthochitona bednalli
Acanthochitona bednalli is een keverslakkensoort uit de familie van de Acanthochitonidae. De wetenschappelijke naam van de soort werd in 1894 voor het eerst geldig gepubliceerd in door Henry Augustus Pilsbry.